# Mies Reenkola
Mies Arno Heikki Reenkola,  (né Renvall le 29 février 1908 à Helsinki – mort le 11 octobre 1988 à Rauma) est un gynécologue finlandais,.

## Biographie
Mies Reenkola est le fils d'Heikki Renvall et d'Aino Ackté, et le frère de Glory Leppänen. 
Mies Reenkola passe son baccalauréat en 1927 et sin doctorat en 1941. 
En 1939, il change son nom de famille en Reenkola.

## Ouvrages
- Der normale Blutzuckerspiegel des Neugeborenen. Helsinki 1940
- Über die Ätiologie des grossen Neugeborenen mit Berücksichtigung der Konstitution der Mutter und besonders ihrer endokrinen Eigenschaften, väitöskirja. Helsinki 1941
- (fi) A. Coestler, A. Willy et Norman Haire (trad. Eero Uroma, Mies Reenkola, Erkki Okko), Sopusuhtainen avioelämä : sukupuolielämän tietokirja [« Encyclopedia of sexual knowledge »], Helsinki, Kustannustalo, 1951
- Suvunjatkaminen aikamme kuvastimessa. WSOY 1948
- Untersuchungen über den Partus serotinus. Karolinska sjukhuset, Stockholm 1948
- Mammanpojasta naisten mieheksi : muistelmia gynekologin oppivuosilta. Weilin + Göös, Helsinki 1976
- Naistenmiehestä mieheksi. Weilin + Göös, Espoo 1977